# Spathicarpa
Spathicarpa es un género de plantas con flores con cuatro especies, perteneciente a la familia Araceae. Es originario del sur de América tropical.
Es notable por el hecho de que la totalidad de su espádice se fusiona con la espata. El género se considera estrechamente relacionado con Spathantheum. La tribu Spathicarpeae lleva el nombre del género Spathicarpa.

## Taxonomía
El género fue descrito por William Jackson Hooker y publicado en Bot. Misc. 2: 146. 1831. La especie tipo es: Spathicarpa hastifolia Hook.

## Especies
- Spathicarpa gardneri Schott, Bonplandia (Hannover) 6: 124 (1858).
- Spathicarpa hastifolia Hook., Bot. Misc. 2: 147 (1831).
- Spathicarpa lanceolata Engl. in A.L.P.de Candolle & A.C.P.de Candolle, Monogr. Phan. 2: 531 (1879).
- Spathicarpa tweedieana Schott, Bonplandia (Hannover) 6: 124 (1858).